# Любешовская поселковая община
Любешовская поселковая община (укр. Любешівська селищна громада) — территориальная община в Камень-Каширском районе Волынской области Украины.
Административный центр — посёлок Любешов.
Население составляет 30578 человек. Площадь — 1241,0 км².
В соответствии с распоряжением Кабинета Министров Украины от 12 июня 2020 года, в состав общины вошла территория упразднённого Любешовского района за исключением Великоглушанского, Малоглушанского и Щитыньского сельских советов, вошедших в состав Камень-Каширской городской общины.

## Населённые пункты
В состав общины входят 1 посёлок и 40 сёл:
- Посёлок Любешов
- Борковский старостинский округ:
  - Борки
  - Витуле
- Быховский старостинский округ:
  - Быхов
  - Великий Курень
  - Деревок
  - Проходы
  - Хутомир
- Ветловский старостинский округ:
  - Ветлы
- Горковский старостинский округ:
  - Горки
  - Гречища
  - Дольск
  - Люботин
  - Мукошин
  - Шлапань
- Залазьевский старостинский округ:
  - Диброва
  - Залазье
- Зализницкий старостинский округ:
  - Зализница
  - Зарека
  - Лобна
  - Межгайцы
  - Рудка
- Любязевский старостинский округ:
  - Бучин
  - Зарудчи
  - Любязь
  - Пожог
  - Подкормилье
  - Сваловичи
  - Селисок
  - Хоцунь
- Седлищенский старостинский округ:
  - Березичи
  - Вол
  - Вязовно
  - Любешовская Воля
  - Новые Березичи
  - Седлище
  - Угриничи
- Судченский старостинский округ:
  - Березная Воля
  - Судче
- Цирский старостинский округ:
  - Лахвичи
  - Цир